# Säuling
De Säuling is een 2048 meter hoge bergtop in de Ammergauer Alpen op de grens tussen de Duitse deelstaat Beieren en de Oostenrijkse deelstaat Tirol.
Door zijn markante verschijnen neemt de berg een belangrijke positie in in het landschap tussen Pfronten en Füssen en het Oostenrijkse Pflach. De top is de hoogste top van de gelijknamige Säulinggroep van de Ammergauer Alpen. Ten westen van de top ligt op 1693 meter hoogte het Säulinghaus van de Nivon Duitsland. Volgens oude legendes wordt het plateau rondom de top van de Säuling door heksen als dansvloer gebruikt. Volgens een andere sage heeft de duivel zelf een rots van de Säuling getrokken en deze in de richting van Roßhaupten gegooid. Toen echter het luiden van de avondklokken klonk, zou deze steen loodrecht naar beneden zijn gevallen, vlak voor het dorp waar de steen thans nog immer ligt. De naam van de Säuling is naar alle waarschijnlijkheid afkomstig van het woord Siulinc, dat zuil betekent.